# Hirten-Spiele
Hirten-Spiele ist ein Walzer von Johann Strauss (Sohn) (op. 89). Das Werk wurde um das Jahr 1850 erstmals aufgeführt.